# Pantaloncini da corsa

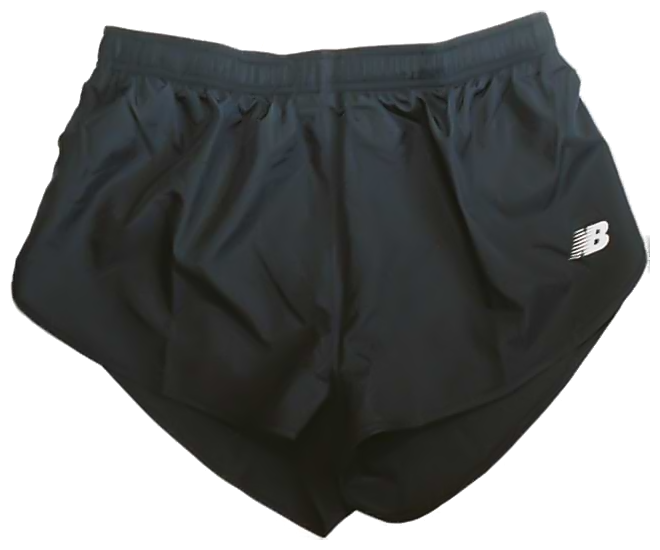
Pantaloncini da corsa neri

I pantaloncini da corsa sono degli specifici pantaloncini indossati dai runner. Spesso la lunghezza dei pantaloncini da corsa è piuttosto corta. Ciò avviene per massimizzare la traspirabilità e il movimento, e per garantire che i pantaloncini non si impiglino nel ginocchio del runner. 

## Materiali
I pantaloncini da corsa sono progettati per facilitare il comfort e la libertà di movimento durante l'esercizio. Sono realizzati con materiali leggeri e resistenti. Parecchi pantaloncini da corsa includono una fodera interna che funge da biancheria intima, perciò non è necessario indossare un'ulteriore biancheria. Il poliestere è un tessuto comunemente utilizzato nei pantaloncini da corsa e li rende comodi. 

## Varianti

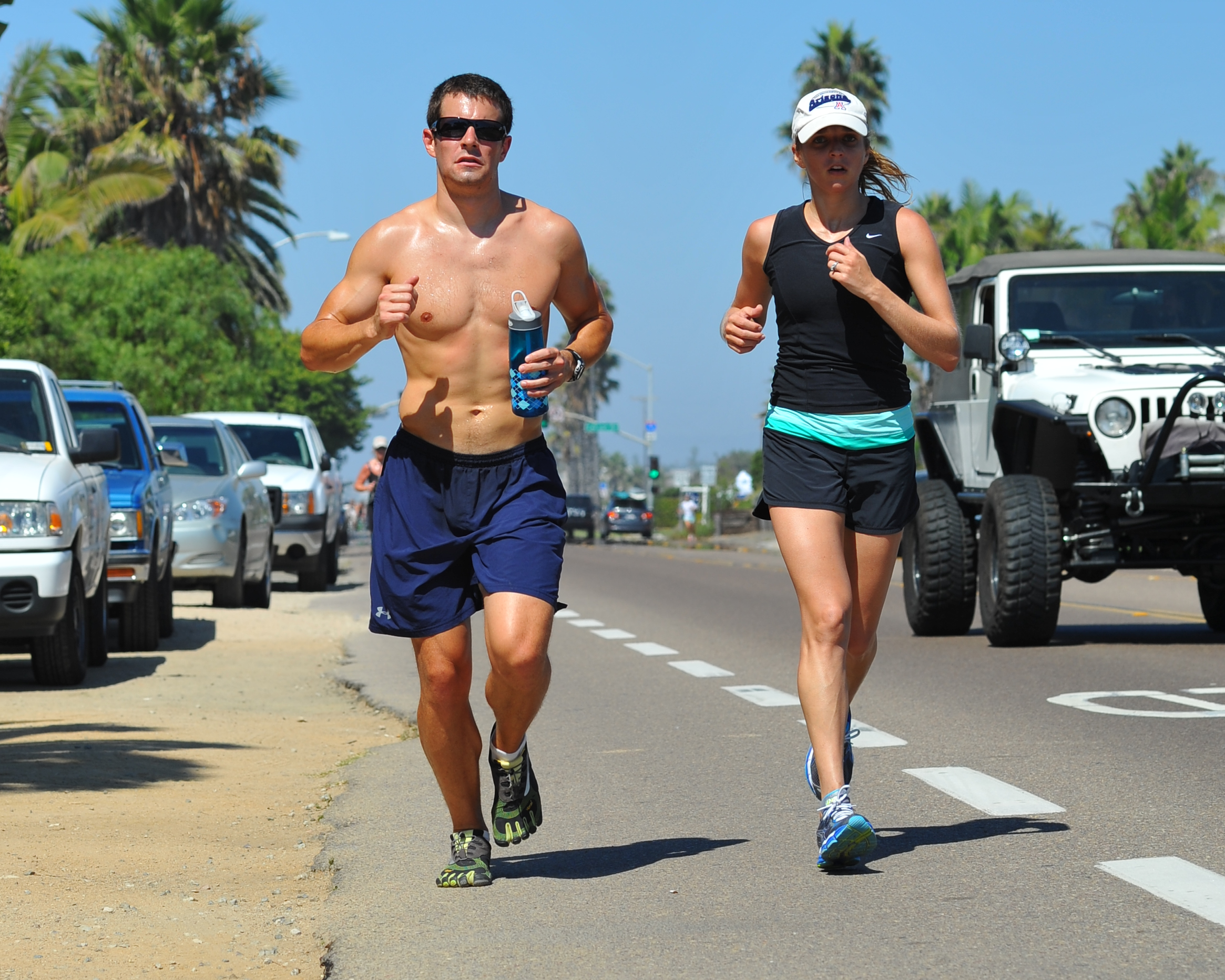
Un uomo e una donna con i pantaloncini da corsa

Molti pantaloncini da corsa hanno un taglio sulla parte laterale della gamba per consentire un movimento più libero. I produttori suddividono i pantaloncini da corsa in base alla lunghezza che rivestono sulla gamba. Ad esempio, una lunghezza 3/4 significa che al pantaloncino viene tolta 1/4 della lunghezza.
- I pantaloncini con 1/2 lunghezza sono i più corti.
- I pantaloncini con una lunghezza a 3/4 sono corti, ma non quanto i pantaloncini con 1/2 lunghezza.
- I pantaloncini con gamba quadrata non hanno alcun taglio laterale.

I pantaloni lunghi non sono l'ideale per correre. La falcata di un runner può sollevare i pantaloni, rendendoli scomodi. Nonostante ciò, alcuni runner li preferiscono lunghi perché coprono la gran parte delle gambe.
Alcune runner usano gli hot pants come pantaloncini da corsa. Come i pantaloncini con 1/2 lunghezza, gli hot pants non ostacolano il movimento delle gambe.
I pantaloncini da corsa in Lycra sono un'alternativa ai pantaloncini convenzionali a base di poliestere. Nella maggior parte dei casi raggiungono la metà della coscia. Sono aderenti alla pelle, quindi consentono movimenti flessibili, senza ostacoli.